# Majoratsforeningen
Majoratsforeningen er en dansk forening for besiddere af tidligere majorater (dvs. de største godsejere), oprettet 1930. Foreningen blev dannet i kølvandet på lensafløsningen for at værne de fællesinteresser, som var knyttet til de majoratsejendomme, som efter vedtagelsen af lensafløsningsloven af 4. oktober 1919 overgik til fri ejendom.
Selvom foreningen ikke var politisk fik den i 1930'erne via formanden Jørgen Sehested en nær tilknytning til Landbrugernes Sammenslutning og Bondepartiet, som den støttede økonomisk.
Foreningen eksisterer stadig og har adresse i København.

## Formænd
Denne liste er ufuldstændig; hjælp gerne med at udfylde den.
- 1930-1933 Jørgen Sehested
- ? Erik Bernstorff-Gyldensteen
- 1964-1974 Kai Benedict Ahlefeldt-Laurvig
- 1974-? Jens Wedell-Neergaard

## Udgivelser
- Therkel Mathiassen (red.), Herregaardene og Samfundet, 1943.